# Geoffrey Wright
Geoffrey Wright (Melbourne, 1959) è un regista e sceneggiatore australiano.

## Biografia
Dopo un periodo come critico cinematografico, nel 1992 dirige Skinheads (Romper Stomper), film che si basa su ricerche ed interviste a giovani naziskin prendendo spunto dal fenomeno razziale in Australia. Il film ottiene un buon successo e lancia la carriera cinematografica di Russell Crowe.
Dopo un periodo di pausa, Wright torna all'opera con Cherry Falls - Il paese del male thriller/horror che però non riscuote lo stesso successo di Skinheads. Nel 2006 esce, sempre di Wright, Macbeth - La tragedia dell'ambizione, versione in chiave moderna dell'opera di Shakespeare, con un allora emergente Sam Worthington.

## Filmografia

### Regista
- Lover Boy (1989)
- Skinheads (Romper Stomper) (1992)
- Metal Skin (1994)
- Cherry Falls - Il paese del male (Cherry Falls) (2000)
- Macbeth - La tragedia dell'ambizione (Macbeth) (2006)

### Sceneggiatore
- Lover Boy, regia di Geoffrey Wright (1989)
- Skinheads (Romper Stomper), regia di Geoffrey Wright (1992)
- Metal Skin, regia di Geoffrey Wright (1994)
- Macbeth - La tragedia dell'ambizione (Macbeth), regia di Geoffrey Wright (2006)